# 卷舌增五
英仙座50，又名BD+37 882，HD 25998、SAO 57006、HR 1278，是英仙座的一颗恒星，视星等为5.51，位于銀經160.27，銀緯-10.15，其B1900.0坐标为赤經4h 1m 56.5s，赤緯+37° -10.15′ 41″。